# Valentina Lodovini

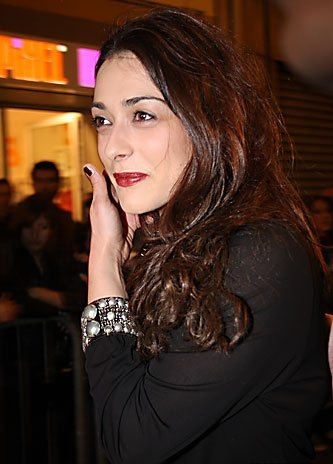
Valentina Lodovini

Valentina Lodovini (* 14. Mai 1978 in Umbertide) ist eine italienische Film- und Fernsehschauspielerin.

## Biografie
Lodovini wuchs in Sansepolcro auf und besuchte die Schule für dramaturgische Künste in Perugia. Dann zog sie nach Rom, um ihr Studium dort am Centro Sperimentale di Cinematografia fortzusetzen. Nachdem sie anfangs in mehreren Nebenrollen bei Filmen mitwirkte, wurde Lodovini durch Carlo Mazzacuratis Filmdrama La giusta distanza bekannt. Für diesen Film war sie für den David di Donatello in der Kategorie Beste Schauspielerin nominiert.
2011 gewann Lodovini den David di Donatello in der Kategorie Beste weibliche Nebenrolle in der Rolle der Maria in Willkommen im Süden. Sie stellte diese Rolle auch im Film Willkommen im Norden dar.
2016 wurde sie bei den 73. Filmfestspielen von Venedig in die Jury der Reihe Orizzonti eingeladen.

## Filmografie (Auswahl)
- 2007: Pornorama
- 2008: Coco Chanel
- 2009: Die 1000-Euro-Generation (Generazione mille euro)
- 2010: La donna della mia vita
- 2010: Willkommen im Süden (Benvenuti al sud)
- 2012: Willkommen im Norden (Benvenuti al nord)
- 2013: Passione sinistra
- 2014: Der Spiele-Erfinder (El Inventor de juegos)
- 2014: Buoni a nulla
- 2014: Mafia-Millionäre (Milionari)
- 2014: Una donna per amica
- 2014: Tre tocchi
- 2015: Ma che bella sorpresa
- 2015: Soundtrack
- 2015: La Linea Gialla: Bologna, 2 agosto
- 2016: La verità sta in cielo
- 2018: Cosa fai a Capodanno?
- 2019: Figli del Destino
- 2019: 10 Tage ohne Mama (10 giorni senza mamma)
- 2020: Spore
- 2020: Cambio tutto!
- 2020: È per il tuo bene
- 2020: 10 giorni con Babbo Natale
- 2021: L'afide e la formica
- 2021: Love & Gelato
- 2022: Vicini di casa
- 2023: I migliori giorni
- 2023: La terra delle donne
- 2023: Conversazioni con altre donne
- 2024: Una terapia di gruppo
- 2024: Una Famiglia Sottosopra
- 2025: 10 giorni con i suoi